# Dysdaemonia cortesi
Dysdaemonia cortesi är en fjärilsart som beskrevs av Eugenio Giacomelli 1925. Dysdaemonia cortesi ingår i släktet Dysdaemonia och familjen påfågelsspinnare. Inga underarter finns listade i Catalogue of Life.